# 梅仲潤

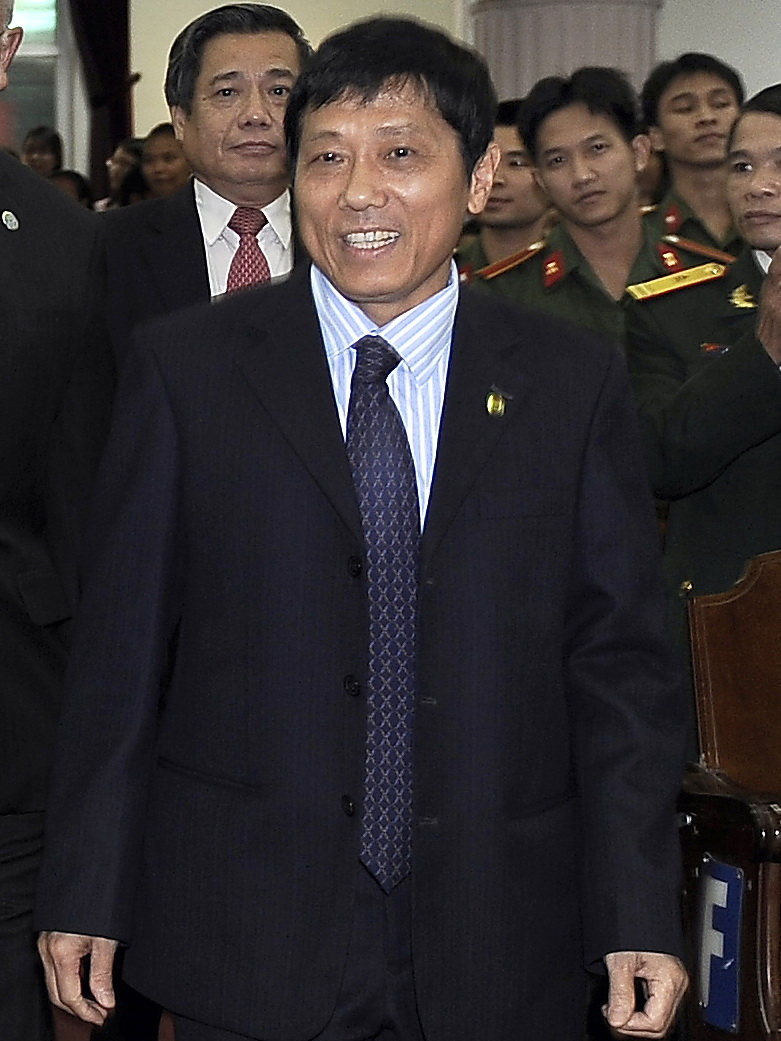
梅仲潤

梅仲潤（1952年—），越共中央委員、河內國家大學校長。

## 年表
1984年在河內總合大學（現為河內國家大學）取得地質－化學系的博士學位，1996年成為正教授。自2001年起擔任河內國家大學副校長。2001年之前，他為自然科學大學副校長（屬於河內國家大學）。2007年起擔任河內國家大學校長。